# Sea Sonic
Sea Sonic Electronics — производитель и продавец компьютерных блоков питания основанный в 1975 году в Тайбэй (Тайвань). Ранее ограничивалась продажей OEM-оборудования для других (Antec, Arctic Cooling, Corsair, PC Power & Cooling) компаний. Впервые начала производить блоки питания для ПК в 1981 году. Все блоки питания Sea Sonic имеют сертификацию 80 PLUS.

## История
- 1981 Sea Sonic выходит на рынок блоков питания для ПК
- 1984 Штаб-квартира переезжает в Шилин, Тайбэй, Тайвань
- 1990 Начало работы второй фабрики в округе Таоюань, Тайвань
- 1993 Открытие европейского офиса в Нидерландах[3]
- 1995 Sea Sonic начинают разработку блоков питания форм-фактора ATX
- 1997 Завод Dong Guan получает сертификат ISO9002
- 1998 Штаб-квартира в Тайване и завод в Таоюань получают сертификат ISO9001
- 1999 Штаб-квартира переезжает в Нейху, Тайбэй
- 2002 Открытие офиса в США в Калифорнии
- 2003 Начало продаж блоков питания под собственным брендом[3]
- 2004 Компания уделяет внимание разработке экологически чистых и бесшумных источников питания с более высокой эффективностью и большей выходной мощностью
- 2005 Офис в США был переименован в Sea Sonic Electronics Inc.,
- 2005 Sea Sonic первыми в мире выпускают блок питания с сертификацией 80 PLUS[3][4]
- 2006 Завод Dong Guan получает сертификат ISO14001
- 2008 Открывается европейское дочернее предприятие в Нидерландах для обслуживания европейского рынка. Завод Dong Guan Factory II начинает полноценную работу
- 2009 Sea Sonic первыми в мире выпускают блок питания с сертификацией 80 PLUS Gold, представив блоки питания серии «X»[5].

## Продукция
Sea Sonic имеет 13 серий блоков питания:
- PRIME[6]
- SnowSilent
- FOCUS
- CORE
- M12II - для массового пользователя с частичной модульностью кабелей и мощностью от 330 Вт до 850 Вт[3].
- S12II[7] и S12II EVO - для массового пользователя и мощностью от 330 Вт до 850 Вт[3].
- S12III
- ECO
- ECO PLUS
- A12
- G series - БП мощностью от 360 Вт до 650 Вт[3].
- X series[5][7] - БП мощностью от 650 до 1250 Вт и стандартом 80 PLUS Gold[3].
- Platinum - топовая серия[3].